# Chloris berroi
Chloris berroi är en gräsart som beskrevs av José Arechavaleta. Chloris berroi ingår i släktet kvastgrässläktet, och familjen gräs. Inga underarter finns listade i Catalogue of Life.